# Promecal
El Grup Promecal (acrònim de «Promotora de Medios de Castilla y León») és un grup de comunicació espanyol, amb seu en Burgos. En l'actualitat té presència en televisió, premsa escrita, ràdio i editorials.

## Història
La Promotora de Medios de Castilla y León va néixer l'any 2000 de la mà de l'empresari Antonio Miguel Méndez Pozo, ell i la seva família són els propietaris majoritaris del grup. En el seu naixement Promecal va agrupar catorze empreses de la comunicació. Amb posterioritat va emprendre una expansió empresarial, entrant en el món de la televisió de la mà de Canal 6 Navarra i el grup Radio Televisión de Castilla y León. També es va expandir per Castella-la Manxa a través del grup de periòdics «La Tribuna».
En l'àmbit periodístic, el grup posseeix diverses capçaleres tant a Castella i Lleó com a Castella-la Manxa: Diario de Burgos, Diario Palentino, Diario de Ávila, El Adelantado de Segovia, El Día de Valladolid, La Tribuna de Albacete, La Tribuna de Toledo, La Tribuna de Talavera, La Tribuna de Puertollano i La Tribuna de Ciudad Real.
Posseeix també el 50% de les accions del grup Radio Televisión de Castilla y León, així com l'agència de notícies ICAL, impremtes pròpies d'impressió i una desena de freqüències radiofòniques —si bé diverses de les seves llicències de ràdio estan explotades per Onda Cero.